# Vicent Sebastià i Montañana
Vicent Sebastià Montañana (Puçol, 1900 - 1976) va ser un poeta i músic valencià.

## Biografia
Conegut amb el sobrenom de Vicent d'Anna, la seua obra marcadament popular inclou poesia i sainets de caràcter satíric. La seua creativitat es va manifestar molt prompte i en diversos terrenys. A la facilitat que tenia per a versar, es va unir la seua afició musical. Tocava l'acordió diatònic en els balls que, segons costums del moment, s'organitzaven a les cases del poble. Cap al 1920, amb altre joves de Puçol forma una murga a imatge de moltes altres que, aleshores, proliferaven pels pobles de l'Horta. La murga interpretava, amb instruments estrafolaris de fabricació casolana, algunes cançons de moda a les quals Vicent canvia la lletra. L'any 1930 estrena la comèdia musical Ja sabem qui és la Pilar i l'any 1934 Un dia d'eleccions. A més de dècimes, verdaderes caricatures de personatges del seu món i del seu temps, va escriure també extenses poesies costumistes, àgils i genuïnes, una selecció de les quals publica l'any 1959 en el llibre Mentires y veritats. La seua obra completa es recull en l'actualitat en quatre volums editats per Brosquil edicions dins de la col·lecció Palleràs: Pel camí del desengany. Obra completa I, P’a festes les de Puçol. Obra completa II, Dècimes Obra completa III i Teatre. Obra completa IV, la compilació, estudi i introducció dels quals ha anat a càrrec de Josep Vicent Frechina.
Vicent Sebastià va retratar el temps que li va pertocar viure amb una mirada de vegades tendra, de vegades irònica, de vegades satírica però sempre carregada de bones dosis d'humor. Les seues poesies són cròniques costumistes del moment que li va tocar viure. Tenen una gran immediatesa perquè estan basades en anècdotes ocorregudes en el moment de ser escrites, fets reals que afectaven els veïns dels diferents pobles de l'Horta Nord.

## Obres

### Poesia
- Mentires y veritats, 1959
- Pel camí del desengany. Obra completa I
- P'a festes les de Puçol. obra completa II
- Dècimes. Obra completa III

### Teatre
- Teatre. Obra Completa IV. Inclou les obres Ja sabem qui és la Pilar, estrenada el 1930 i En un dia d'eleccions estrenada en 1934.